# Stryki
Stryki – wieś w Polsce położona w województwie podlaskim, w powiecie bielskim, w gminie Bielsk Podlaski.
Prawosławni mieszkańcy wsi należą do parafii św. Jana Teologa w Augustowie, a wierni kościoła rzymskokatolickiego do parafii Narodzenia Najświętszej Maryi Panny i św. Mikołaja w Bielsku Podlaskim.

## Historia
W źródłach pisanych z 1528 wspomina się o „granicach Strikowskich”, a sama wieś należała do wsi miejskich Bielska. W 1576 otrzymała nazwę Młodzianowo.
W 1795 roku Stryki były wsią królewską znajdującą się w starostwie bielskim w ziemi bielskiej województwa podlaskiego.
Według Powszechnego Spisu Ludności z 1921 roku wieś Stryki była wsią liczącą 45 domów i zamieszkałą przez 205 osób (98 kobiet i 107 mężczyzn). Większość jej mieszkańców (w liczbie 174 osoby) zadeklarowała wówczas wyznanie prawosławne, a pozostali podali wyznanie rzymskokatolickie (31 osób). Podział religijny mieszkańców miejscowości całkowicie odzwierciedlał ich strukturą narodowo-etniczną, bowiem 174-ech mieszkańców zadeklarowało narodowość białoruską, a pozostałych 31 narodowość polską. W okresie międzywojennym miejscowość znajdowała się w gminie Łubin.
W latach 1975–1998 miejscowość administracyjnie należała do województwa białostockiego.

## Zabytki
- drewniana cerkiew cmentarna św. Onufrego z pocz. XIX w. oraz kapliczka, należące do parafii w Augustowie koło Bielska Podlaskiego.
- cmentarz prawosławny założony w XIX wieku[11]
- drewniany wiatrak holender, ok. 1900, nr rej.:435 z 20.03.1979[12].

## Urodzeni
- Jan Syczewski – poseł na Sejm III kadencji, działacz mniejszości białoruskiej w Polsce
- Elżbieta (Krawczuk) – ihumenia, przełożona prawosławnego monasteru Opieki Matki Bożej w Turkowicach